# 須川 (山形県)
須川（すかわ）は、山形県上山市東南部から、山形市西部を流れ、最上川に合流する河川である。最上川水系の中では最上川本川に次ぐ流域面積を持つ。

## 地理
山形県上山市菖蒲の冷水山、舟引山付近に源を発し西に流れる。楢下から上山市街地にかけて徐々に北西から北に流れを変え、上山市金谷で蔵王川、酢川を合わせる。山形市の西側を北へ流れた後、山形市の西北端部にて馬見ヶ崎川、立谷川を合わせ、東村山郡中山町と天童市の境界付近の中山町長崎で最上川本流に合流する。
上流の上山市生居および楢下地区では菅平川周辺の灌漑のために奥羽山脈を隧道で貫き宮城県の阿武隈川水系から水を引く横川堰が作られ、農業用水に使用された後、須川に注がれている。

## 水質
一般に魚が住めない川といわれている。その原因は廃坑となった蔵王鉱山から現在も流れ出ている鉱毒水の成分と、蔵王温泉の硫酸性の温泉水により須川の水のpHが低いためとされる。多くの河川が合流しているので一概に全ての部分でpHが低いわけではなく、基本的に立谷川合流地点付近までが酸性が強い。須川合流地点の天童市寺津の最上川では、須川が合流したあと最上川本川のPHが低くなり一時的に水質が悪くなっている。また、大雨が降ったときには、合流地点の天童市寺津から5kmから最大10km下流の村山市付近でも、須川の酸性水が検出されることもある。

## 流域の自治体
- 山形県
  - 上山市
  - 山形市
  - 東村山郡
  - 山辺町
  - 東村山郡中山町
  - 天童市

## 支流
上流より記載（支流および二次支流）
- 菖蒲川 - カラ沢、ヨシカリ沢
- 生居川
- 金山川
- 西ノ坂川
- 牛居川
- 前川 - 思川
- 蔵王川
- 酢川
- 坂巻川 - 鳴沢川
- 竜山川
- 本沢川
- 犬川
- 遅沢川
- 富神川
- 南沢川
- 藤沢川
- 後明沢川
- 十二神沢川
- 小鶴沢川
- 貴船川
- 馬見ヶ崎川
- 立谷川

## 橋梁
上流より記載
須川に架かる橋梁の一覧も参照。
- 東橋（山形県道263号萱平河崎線）
- 庄ノ沢橋
- 風穴橋
- 久保川橋
- ならげ宿橋（山形県道・宮城県道13号上山七ヶ宿線）
- 宮川橋
- 嘉平橋
- 楢下長渕橋（山形県道・宮城県道13号上山七ヶ宿線）
- 藤沢橋
- 京塚橋
- 須川大橋
- 須川橋（国道13号）
- 東宮新橋（山形県道263号萱平河崎線）
- 東宮橋
- かかし橋（山形県道169号十日町仙石線）
- 仙石橋
- 泉川大橋
- こだま橋（宮城県道・山形県道12号白石上山線）
- 金谷橋
- 龍王橋（山形県道267号十日町山形線）
- 金瓶橋
- 東北中央自動車道
- 福田橋
- 睦合橋（山形県道170号蔵王成沢長谷堂線）
- 常盤橋（山形県道51号山形上山線）
- 奥羽本線（山形線、山形新幹線）
- たてのうち橋（山形県道51号山形上山線バイパス）
- 前明石橋（国道348号）
- 門伝橋（山形県道17号山形白鷹線）
- 東北中央自動車道
- 飯塚橋（山形県道271号下原山形停車場線）
- 反田橋
- 三河橋（山形県道18号山形朝日線）
- 左沢線
- 鮨洗大橋（山形県道49号山形山辺線)
- 船町橋（国道112号)
- 山形自動車道
- 中野目橋（山形県道24号天童寒河江線)
- 落合橋（山形県道277号長岡中山線）

## 流域の観光地
- 楢下宿 - 須川と金山川の合流付近にある、かつての宿場町。往時の町並みがそのまま保存されている。
- 斎藤茂吉記念館 - 斎藤茂吉の生誕地・上山市金瓶の付近に所在。茂吉の短歌には須川を題材としたものもある。
- 黒沢温泉
- 山辺温泉保養センター

### 支流流域の観光地
- 蔵王温泉 - 酢川上流にある全国屈指のpHの低さを誇る強酸性の泉質で知られる温泉。硫黄性の温泉で銀製のアクセサリを付けたまま入浴すると表面が黒くなったり、入浴に使用したタオルを洗わずに放置すると穴があくほどの非常に強い酸性である。